# Scala graduata
La scala graduata è quella parte di uno strumento di misura su cui l'operatore fisicamente effettua la lettura del valore di misura.
Esistono molti tipi di scale, che si contraddistinguono per diverse caratteristiche; di seguito verranno elencate le principali.

## Formato delle scale
Le scale possono presentarsi sotto forma di:
- scale analogiche, come nei righelli, negli indicatori a orologio, nei quadranti con indici, nei grafici;
- scale digitali, come negli indicatori numerici (comunemente chiamati display) e le barre di LED.

### Scale analogiche
Una scala analogica ha la caratteristica di poter dare valori di misura infinitamente contigui, limitati solo dalla risoluzione della scala.
È importante notare che nelle scale analogiche la risoluzione non corrisponde automaticamente all'unità di formato: sulla risoluzione incide, oltre aspetti oggettivi propri dello strumento (le dimensioni dell'indice, l'unità di formato), anche aspetti che non dipendono dalla struttura dello strumento, come l'occhio dell'operatore o gli ausili alla lettura (lenti, microscopi).
Nel caso più comune, la scala analogica si presenta come una successione di tacche equidistanziate (chiamate tratti) che corrispondono ad un preciso valore della grandezza di misura; la distanza (espressa in mm) tra due tratti adiacenti si definisce passo della graduazione e costituisce una divisione della scala.
I tratti sono distribuiti lungo una linea ideale, dritta (come nei righelli) o curva (come nei voltmetri analogici); la lunghezza di questa linea, tra il primo e l'ultimo tratto, è chiamata lunghezza della scala (anch'essa viene espressa in mm).
I tratti sono numerati in maniera crescente definendo così la gradazione della scala, l'incremento tra due tratti adiacenti è chiamato valore di divisione e corrisponde all'unità di formato dello strumento. L'insieme dei tratti e della relativa gradazione realizza la scala graduata.
Lungo la linea ideale si muove un indice (nel caso più comune un ago sottile). Quando si effettua la misura, si va' a leggere la corrispondenza tra l'indice e la scala graduata, ottenendo così il valore numerico della misura.
Le scale analogiche possono generare significativi errori di lettura da parte dell'operatore, inoltre presentano scarsa risoluzione e campi di misura bassi; per contro, si presentano ergonomiche all'interpretazione, quando si deve rapidamente confrontare il valore rispetto ad un obiettivo o sorvegliare le variazioni della grandezza in esame.

### Scale digitali
Una scala digitale ha la caratteristica di dare sempre valori di misura discreti, pari alla risoluzione con cui è stata realizzata.
Nel caso più comune, si presenta come un visualizzatore di valori numerici, dotato di un numero fisso di cifre (chiamate anche digit). Quando si effettua la misura, si legge direttamente il valore numerico nell'unità di misura d'interesse. In questo caso, l'unità di formato corrisponde alla variazione numerica più bassa visualizzabile.
Le scale digitali non presentano errori sistematici di lettura, possono avere risoluzione e campi di misura molto alti; per contro, si presentano di difficile interpretazione da parte di un operatore quando la grandezza sottoposta a misura non è stabile.

## Divisione della graduazione
Come già accennato, normalmente le scale analogiche presentano una graduazione con tratti equidistanziati, dove i tratti hanno tra di loro un valore di divisione costante; tale tipo di scala viene chiamata scala lineare o scala regolare.
Alcuni strumenti possono presentare scale in cui i tratti non presentano passi di gradazione costante; queste scale vengono chiamate scale non-lineari. Tra le più note scale non-lineari si può citare:
- scala quadratica, dove, pur mantenendo i tratti equidistanti, ogni tratto corrisponde ad un valore di gradazione pari al doppio di quello che lo precede;
- scala logaritmica, dove il campo di misura nel quadrante va da "0" a infinito, con progressione logaritmica asintotica verso il fondo scala (questa scala è molto usata negli ohmmetri analogici);
- scala espansa, dove, pur mantenendo i tratti equidistanti, una parte del campo di misura presenta gradazioni con incrementi molto più bassi del resto della scala (questa scala è usata quando necessita evidenziare le variazioni della grandezza in esame, in prossimità di un particolare valore).

Si trovano anche dei rari esempi di scale digitali non-lineari, realizzate con barre LED (ad esempio nei misuratori dei livelli dei segnali di registrazione).

## Tipologie di scale
A seconda della capacità delle scale di misurare valori di diversa polarità, possono essere classificate in:
- scale a zero centrale;
- scale semplici.

### Scale a zero centrale
Uno strumento dotato di scala a zero centrale è uno strumento che può misurare valori della grandezza, sia positivi che negativi.
Gli strumenti analogici di questo tipo dispongono di una scala graduata, davanti alla quale scorre un indice. Quando la grandezza in esame assume il valore di "0", l'indice si posiziona al centro della scala, in corrispondenza dello zero d'origine della scala graduata. Normalmente, uno spostamento dell'indice verso destra significa un valore positivo della grandezza, mentre uno spostamento verso sinistra indica valori negativi.
Un esempio di questo tipo di scala è riscontrabile nei comuni termometri a mercurio per uso domestico; in questi normalmente la scala è tarata per misurare i gradi Celsius: i valori positivi indicano temperature più alte di quella del ghiaccio fondente, i valori negativi temperature più basse del ghiaccio fondente.
Negli strumenti digitali, il principio è il medesimo di quelli analogici, con la differenza che scala graduata e indice vengono sostituiti da un display. Nel caso di una misura di un valore negativo, compare un segno "-" davanti al valore numerico visualizzato, altrimenti appare un segno "+" (in assenza di segno si deve presumere che il valore sia positivo).
Un esempio di questo tipo di scala è riscontrabile nei voltmetri digitali per tensione continua. Infatti, la quasi totalità di questi strumenti, sono in grado di misurare tensioni dirette positive (terminale positivo ad una tensione più alta del terminale negativo), o inverse negative (terminale positivo ad una tensione più bassa del terminale negativo).

### Scale semplici
Uno strumento dotato di scala semplice è uno strumento che può misurare valori della grandezza d'interesse, solo di un preciso segno (o solo positivi, o solo negativi). Nella quasi totalità dei casi, gli strumenti a scala semplice vengono realizzati per leggere i valori positivi della grandezza misurata.
Le scale semplici vengono realizzate per due motivi:
- lo strumento è stato realizzato per leggere il campo della grandezza che più interessa all'utilizzatore (esempio: la maggior parte dei manometri per pressione relativa non misura pressioni negative);
- la grandezza misurata non presenta un campo negativo (esempio: un barometro misura la pressione atmosferica, dunque la pressione assoluta mai negativa).

Negli strumenti analogici, normalmente lo zero è posizionato o sull'estrema sinistra della scala, o in basso.
Uno strumento a scala semplice, usato per misurare la grandezza con polarità opposta a quella di progetto, o non dà letture o peggio si danneggia. Generalmente però, gli strumenti digitali, vengono realizzati con protezioni elettroniche interne che impediscono (entro certi limiti) il danneggiamento, inoltre visualizzano sul display un messaggio per segnalare l'errore di polarità.
Un particolare tipo di scala semplice è la scala a zero soppresso: in questo tipo di scale il campo di misura non comprende il valore di "0" della grandezza in esame. Queste scale si possono trovare negli strumenti analogici che necessitano di risoluzione su valori distanti dallo zero. Un esempio di questa scala si può trovare nei termometri per usi clinici.

## Caratteristiche metrologiche delle scale
Dal punto di vista metrologico, le scale sono contraddistinte anche da altre importanti caratteristiche, tra cui si può citare:
- estensione della scala, l'intervallo di grandezza misurabile dalla scala graduata;
- unità di formato, l'incremento della gradazione tra due tratti adiacenti;
- risoluzione, il minimo incremento di grandezza misurabile.

## Scale dirette e scale ingegneristiche
La quasi totalità degli strumenti possiedono scale che esprimono già i valori nell'unità di misura della grandezza di competenza, esempio: un manometro disporrà sicuramente della scala graduata in bar, pascal, psi o qualche altra unità di misura di pressione.
Con l'uso di trasduttori elettronici, la visualizzazione è deposta ad uno strumento realizzato per leggere segnali elettrici (es. un voltmetro o un amperometro). Per cui, la scala di quest'ultimo potrebbe essere in un'unità di misura diversa da quella della grandezza che si voleva misurare.
La lettura fatta sullo strumento indicatore (chiamata anche lettura diretta o valore di scala), quando non corrisponde all'unità ingegneristica d'interesse, deve subire una conversione. Per fare questo si può semplicemente moltiplicare il valore della lettura diretta per la sensibilità del trasduttore, ricavata dall'ultima taratura dello strumento.
Con l'incremento dell'utilizzo dei trasduttori, i costruttori sono venuti incontro agli utenti, fornendo una vasta gamma di strumenti (indicatori, registratori e acquisitori) che possono preventivamente essere programmati (settaggio) in modo che essi automaticamente trasformino il segnale elettrico da loro letto, nella misura in unità ingegneristica.